# Elżbieta Zaborowska
Elżbieta Zaborowska, po mężu Błachnio (ur. 5 kwietnia 1972) – polska lekkoatletka, płotkarka, specjalizująca się w biegu na 400 metrów przez płotki, medalistka mistrzostw Polski.

## Kariera sportowa
Była zawodniczką Resursy Zduńska Wola i AZS-AWF Warszawa.
Na mistrzostwach Polski seniorek na otwartym stadionie wywalczyła trzy medale, w tym srebrny w sztafecie 4 x 400 metrów w 1994 i dwa brązowe w biegu na 400 metrów ppł -  w 1993 i 1994. 
Rekordy życiowy w biegu na 400 m ppł: 58,09 (25.07.1993). 